# Magic Schwarz
Magic Schwarz, pseudonimo di Greg Schwartz (...), è un attore statunitense conosciuto per il ruolo di Smasher nel film del 1987 Over the Top.

## Filmografia

### Cinema
- Grunt! The Wrestling Movie (1985)
- Over the Top, regia di Menahem Golan (1987)
- Warlords of Hell (1987)
- Guantoni insanguinati (1987)
- Lionheart - Scommessa vincente, regia di Sheldon Lettich (1990)
- Forza d'urto , regia di Craig R. Baxley (1991)

### Televisione
- Comedy Factory – serie TV (1986)
- Autostop per il cielo – serie TV (1988)
- Un salto nel buio (Tales from the Darkside) – serie TV, episodio 4x20 (1988)
- Benvenuto sulla Terra – serie TV (1989)
- Evil – serie TV, episodio 4x09 (2024)